# Tipula tijucensis
Tipula tijucensis är en tvåvingeart som beskrevs av Alexander 1943. Tipula tijucensis ingår i släktet Tipula och familjen storharkrankar. Inga underarter finns listade i Catalogue of Life.